# Colletta di Cumiana
La Colletta di Cumiana (621 m) è un valico alpino che collega la Val Chisola con la Val Sangone.

## Toponimo

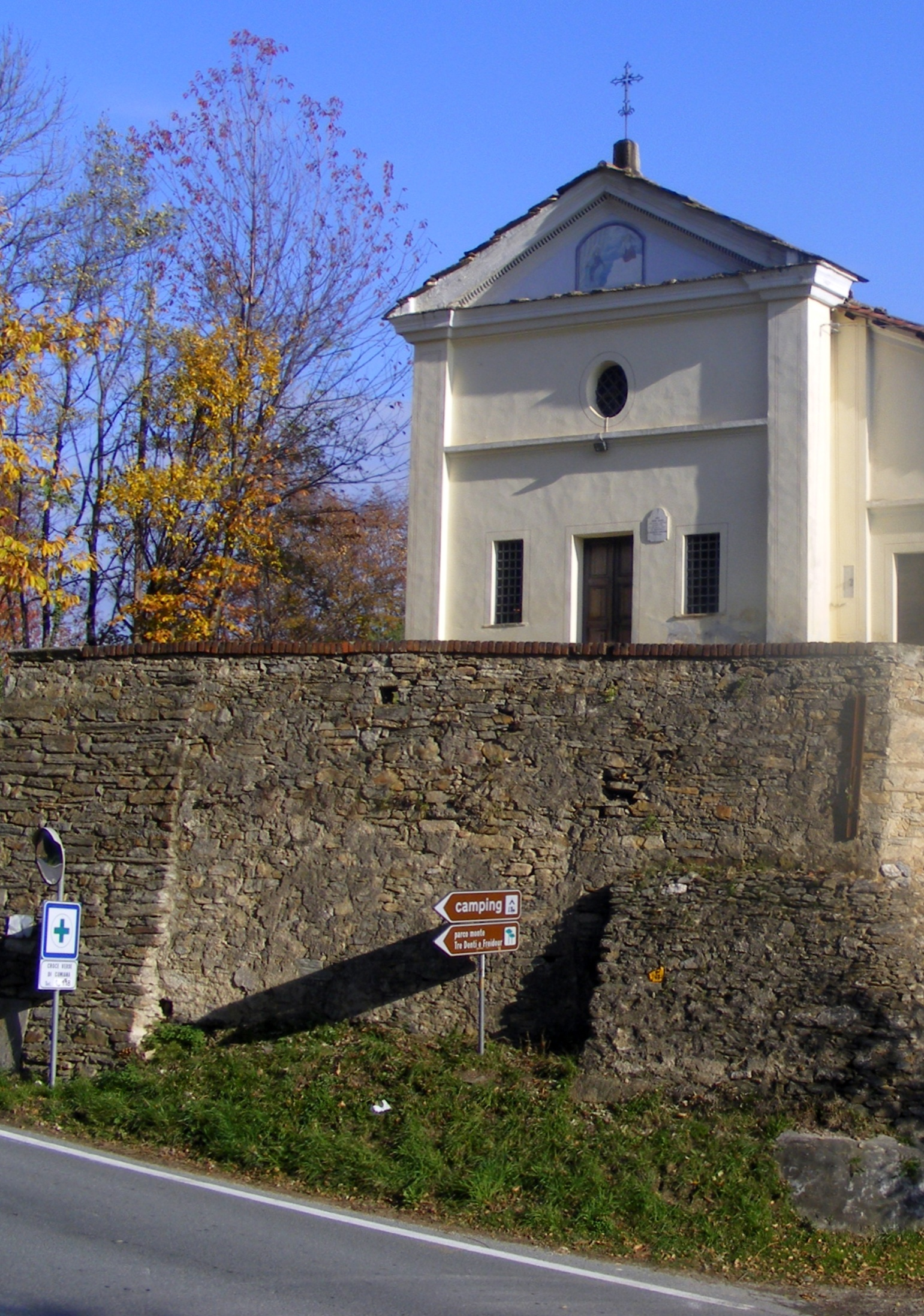
La cappella della Colletta

La cartografia ufficiale nazionale indica sul punto di valico la Cappella della Colletta. Il passo viene anche comunemente indicato come Colletta di Cumiana o anche come Colletta di Giaveno.

## Storia
Nel corso della seconda guerra mondiale la zona della Colletta fu coinvolta dagli scontri tra i membri della Resistenza e le truppe nazifasciste. In particolare le forze armate tedesche si attestarono sul valico per contrastare i movimenti dei partigiani locali.

## Descrizione
La Colletta si trova sullo spartiacque tra i bacini del Sangone e del Chisola e si apre tra il Truc le Creste (827 m, ad est) e il Truc Faro (931 m, ad ovest). È attraversata dalla SP n.193 della Colletta, che collega Giaveno con Cumiana. Appena ad est del punto di valico si trova una cappella, dove vengono a volte celebrate funzioni religiose a cura della parrocchia di Cumiana, mentre sul lato opposto si trovano alcuni altri edifici e una grossa croce.

## Escursionismo
A partire dalla Colletta di Cumiana è possibile raggiungere con una breve camminata la vetta boscosa del Truc le Creste, dalla quale si può proseguire in direzione della Pietraborga o del Monte San Giorgio.

## Ciclismo
La Colletta è una nota salita ciclistica, ed è stata inserita varie volte nel percorso del giro d'Italia.